# منطقه جنوب شرقی مالت
منطقه جنوب شرقی مالت (به لاتین: South Eastern Region) یکی از مناطق پنج‌گانه کشور مالت است که مرکز آن شهر ترزین می‌باشد.

## خصوصیات
منطقه جنوب شرقی مالت ۳۶٫۲ کیلومترمربع مساحت و ۹۹٬۰۹۶ نفر جمعیت دارد.